# Época electrodébil
En cosmología física, la época electrodébil fue el periodo en la evolución temprana del universo en la cual la temperatura disminuyó en tal grado que la interacción nuclear fuerte se apartó de la interacción electrodébil, pero aún era bastante alta de modo que el electromagnetismo y la interacción débil continuaron fusionados en una sola interacción electrodébil superior a la temperatura crítica para la ruptura de la simetría electrodébil: 159.5 ± 1.5 GeV en el Modelo Estándar de física de partículas. Algunos cosmólogos colocan la época electrodébil en el inicio de la época de inflación, aproximadamente 10−36 segundos después del Big Bang. Otros la ubican en aproximadamente 10−32 segundos después del Big Bang, cuando se liberó la energía potencial del campo inflatón que había conducido la inflación cósmica durante la época inflacionista y llenó el universo con un denso y candente plasma de quarks-gluones. En esta fase las energías de las interacciones de partículas eran suficientes para crear grandes cantidades de partículas exóticas: bosones W y Z estables y bosones de Higgs. A medida que el universo se expandía y enfriaba, las interacciones se tornaban menos energéticas. Cuando la edad del universo era de aproximadamente 10−12 segundos, los bosones W y Z cesaron y se generaron a tasas observables.[cita requerida] Los bosones W y Z restantes decayeron rápidamente. En la etapa siguiente: la época del quark, la interacción débil devino en una fuerza de corto alcance.
La época electrodébil terminó en una fase de transición electrodébil, cuya naturaleza se desconoce. Si fuese de primer orden, podría aportar un fondo ondulatorio gravitacional. Esta fase de transición es también una fuente potencial de bariogénesis, si se satisfacen las condiciones de Sájarov (Andréi Sájarov).
En el Modelo Estándar mínimo, la transición durante la época electrodébil no fue de una fase de primer orden, ni de segundo, sino un traslape continuo, que impedía cualquier bariogénesis, o la producción de un fondo ondulatorio gravitacional observable. Sin embargo, muchas extensiones al Modelo Estándar que incluyen supersimetría y el Two-Higgs-doublet model tienen una transición de fase electrodébil de primer orden, pero requieren violación CP (de carga-paridad) adicional.[cita requerida]